# Carlos Arosemena Monroy
Carlos Julio Arosemena Monroy (ur. 24 sierpnia 1919 w Guayaquil, zm. 5 marca 2004 tamże) – polityk ekwadorski, prezydent kraju w latach 1961–1963.

## Zarys biografii
W 1952 został wybrany przewodniczącym Izby Deputowanych, w latach 1952–1953 minister obrony. Od 1960 wiceprezydent Ekwadoru, po ustąpieniu prezydenta Joségo Maríi Velasco Ibarry zajął jego miejsce (1961). Kontynuował niepopularny, surowy program ekonomiczny poprzednika, udało mu się przywrócić równowagę handlową. Był jednak krytykowany za lewicowe poglądy i przede wszystkim za skłonność do alkoholu. Dwukrotnie próbowano go odsunąć od władzy drogą parlamentarną, ostatecznie jednak utracił prezydenturę wskutek przewrotu wojskowego w 1963. Znalazł schronienie w Panamie, powrócił jednak jeszcze do życia politycznego Ekwadoru – był deputowanym do Narodowego Zgromadzenia Konstytucyjnego (1966–1967) oraz Narodowej Izby Reprezentantów (1979-1984), a także liderem Narodowej Partii Rewolucyjnej.
Nie był jedynym prezydentem Ekwadoru w rodzinie – funkcję tę sprawował również jego ojciec, Carlos Arosemena Tola (1947–1948) i kuzyn, Otto Arosemena Gómez (1966–1968).